# موتور زرغرها شماره يك (أرزوئية)
موتور زرغرها شماره يك (بالإنجليزية: Mowtowr-e Zargareha Shomareh-ye Yek)‏ هي منطقة سكنية تقع في إيران في Arzuiyeh Rural District. يقدر عدد سكانها بـ 175 نسمة .